# Saphaea proboscidea
Saphaea proboscidea är en tvåvingeart som beskrevs av Robineau-desvoidy 1830. Saphaea proboscidea ingår i släktet Saphaea och familjen vattenflugor.
Artens utbredningsområde är Frankrike. Inga underarter finns listade i Catalogue of Life.